# Leptochilus regulus

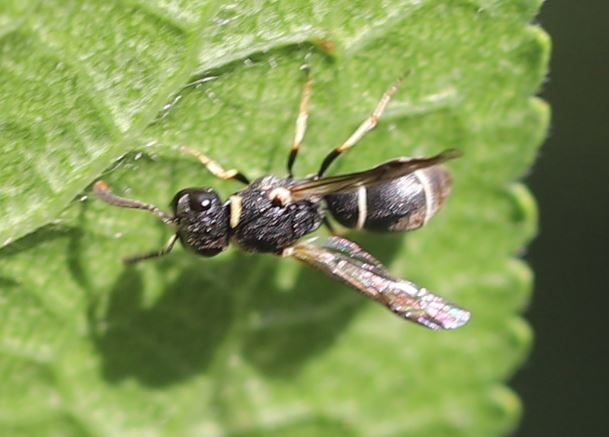

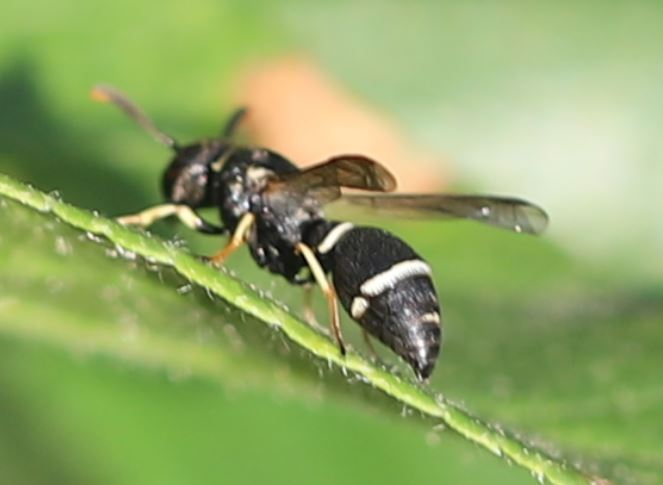

Leptochilus regulus ist ein Hautflügler aus der Familie der Faltenwespen (Vespidae).

## Merkmale
Die Tiere erreichen eine Körperlänge von etwa 5 bis 7 Millimetern. Die beiden ersten Tergite tragen eine weiße Endbinde. Der Endrand des zweiten Tergits besitzt längliche Gruben oder grobe Punkte, was die Art von der verwandten Art Leptochilus alpestris unterscheidet, die keine groben Längsgruben auf diesem Endrand aufweist.

## Vorkommen
Die Art ist im Mittelmeerraum heimisch. 1994 wurde Leptochilus regulus erstmals in Deutschland nachgewiesen, bei Freiburg im Breisgau. In den letzten Jahren hat die Art ihr Verbreitungsgebiet nach Norden vergrößert. Es gibt mittlerweile mehrere Funde entlang der Oberrheinischen Tiefebene bis hinauf nach Hessen und Rheinland-Pfalz. Somit hat sich die Art im Südwesten Deutschlands etabliert und ist damit neben Leptochilus alpestris die zweite Art der Gattung Leptochilus in Deutschland. 

## Lebensweise
Die thermophile Art bevorzugt wärmebegünstigte Lebensräume. Die Funde im Südwesten Deutschlands konzentrieren sich auf städtische Ruderalflächen und Industriebrachen. Die Wespen beobachtet man von Juni bis August. Sie werden häufig an den Blüten von Feinstrahl (Erigeron annuus), Magerwiesen-Margerite (Leucanthemum vulgare) und Hundskamillen (Anthemis) angetroffen. Über die Nistweise und die Ernährung der Larven ist wenig bekannt. Die Wespen nutzen vermutlich Spalte und Löcher an Gebäudefassaden. Die verwandte Art Leptochilus alpestris bevorratet ihre Nester mit Schmetterlingsraupen.